# Saint-Gorgon (Vosges)
Saint-Gorgon település Franciaországban, Vosges megyében. Lakosainak száma 366 fő (2022. január 1.). Saint-Gorgon Autrey, Jeanménil, Rambervillers, Sainte-Hélène és Vomécourt községekkel határos.

## Népesség
A település népessége az elmúlt években az alábbi módon változott:
| Lakosok száma | 407  | 405  | 391  | 392  | 386  | 379  | 373  | 366  |
|               | 2013 | 2015 | 2017 | 2018 | 2019 | 2020 | 2021 | 2022 |